# 라스트 데이스 오브 아메리칸 크라임
《라스트 데이스 오브 아메리칸 크라임》(영어: The Last Days of American Crime)은 2020년에 넷플릭스에서 방영한 미국의 영화이다.

## 줄거리
2024년, 미국 정부는 시민들이 법을 어기지 못하게 막는 "시냅스 차단기"인 미국 평화 이니셔티브(API) 신호를 활성화할 준비를 한다. 디트로이트에서 그레이엄 브리케는 그의 형 로리가 수감 생활을 시작하면서 은행 강도단을 이끈다. 브리케의 팀이 은행을 터는 동안 API 신호가 시험되고 도둑 중 한 명이 사망한다. 브리케는 듀모이 범죄 조직에 훔친 돈을 잃었다고 거짓말을 하고, 그 돈은 캐나다로 도망치기 위해 아껴두지만, 로리가 감옥에서 자살했다는 통보를 받는다.
신호가 전국적으로 배포되기 일주일 전, 브리케의 돈이 도난당한다. 그는 시델이라는 남자를 고문하여 조니 디, 브리케의 팀원 중 한 명이 듀모이 조직에게 자신을 배신했다고 자백하게 한다. 브리케는 시델을 불타는 폭발 속에 죽게 내버려두고, 조니를 죽인 다음 술집에서 치명적인 신경독을 구입하는데, 그곳에서 셸비 듀프리에게 유혹당한다. 그는 그녀의 약혼자 케빈 캐시를 만나는데, 케빈은 자신과 로리가 감옥에서 신호 테스트에 사용되었고 로리는 경비원들에게 살해당했다고 설명한다. 셸비와 케빈은 API 신호탑을 방해하고 강을 건너 캐나다로 도망쳐 도시의 "화폐 공장"을 털 계획을 밝힌다.
브리케는 강도 계획을 인계받고 시설을 감시하다가 10억 달러 이상의 신권과 구권이 그곳에 보관되어 있다는 것을 알게 된다. 그는 또한 케빈이 듀모이 가문의 상속인이라는 것을 추론한다. 셸비와 브리케는 불륜을 시작하고, 그는 자신이 신뢰하는 도주 운전사 로스를 모집한다. 정부는 범죄자들의 부당 이득을 되사들이고 있으며, 뛰어난 해커인 셸비는 5백만 달러의 위조 지폐를 인쇄하고 브리케는 이를 거래하도록 주선한다. 셸비를 따라간 브리케는 그녀가 FBI의 정보원이며, FBI는 그녀의 협조를 확실히 하기 위해 그녀의 여동생을 협박한다는 것을 알게 된다. 도시의 경찰국이 쓸모없게 될 준비를 하면서, 경찰관 윌리엄 소여는 자기방어로 공격자를 죽여야만 한다. 그는 새로운 법 집행 부서에 합류하고, API 신호에 면역이 되는 임플란트를 받는다.
케빈은 브리케를 데리고 그의 아버지 로시 듀모이를 만난다. 로시는 케빈을 총으로 쏴 부상 입히고, 케빈은 도끼로 로시를 죽인다. 케빈과 브리케는 세 개의 EFP 원뿔 탄두를 포함한 로시의 무기를 약탈한다. 브리케는 FBI와 협력한 셸비를 추궁하지만, 로시의 부관인 론니에게 기절당하고 구타당한다. 셸비는 론니에게 인질로 잡히고, 살아있지만 변형된 시델은 브리케를 고문하고 불속에 죽게 내버려둔다. 브리케는 로스에게 구조되고 론니를 쫓아가는데, 론니는 셸비에게 헤로인을 주사하고 강간할 준비를 하지만 브리케가 그를 죽인다.
신호가 배포되는 날, 로스는 쓰레기 트럭을 타고 화폐 공장에 침투하고, 셸비는 API 시설의 시스템 관리자를 제압한다. 브리케와 케빈은 위조된 5백만 달러를 공장에 전달하고 총을 쏴 금고로 향하는데, 그들은 탄두로 금고를 뚫는다. 셸비는 API 시스템을 해킹하여 신호를 방해하고, 브리케, 케빈, 로스가 트럭에 돈을 싣고 도망칠 수 있게 한다. 소여는 셸비를 구금하고, 신호는 다시 시작되어 로스와 브리케를 무력화시킨다. 영향을 받지 않은 케빈은 로스를 죽이면서, 자신과 로리가 감옥에서 경비원들에게 강제로 싸움을 강요당했고, 경비원들이 API 신호로 그들을 고문했다고 밝힌다. 케빈은 신호를 극복하는 법을 배웠고, 로리를 죽였다. 그는 브리케를 쏘지만, 셸비의 FBI 담당 요원들에게 살해당한다. 요원들은 브리케에게 사건을 종결시키기 위해 셸비를 죽일 것이라고 말한다.
죽어가도록 버려진 브리케는 신경독을 마신다. 하지만 독은 그를 죽이는 대신 신호의 효과를 없앤다. 그는 FBI 요원들을 죽이고 돈으로 가득 찬 트럭을 타고 도망친다. 신호에 맞서 싸우던 셸비는 소여를 물리치고, 소여는 그녀를 목 졸라 죽이려 하지만 유리 조각에 찔려 죽는다. 셸비는 자신을 쏘려는 요원들을 무시하고 시설을 폭파시킨다. 그녀는 브리케에게 구조되고, 그들은 국경 검문소를 뚫고 캐나다로 들어간다. 셸비는 브리케가 부상으로 죽기 전에 그를 사랑한다고 말하고, 돈 가방을 들고 도망친다. 얼마 후, 셸비는 호수에 로리의 재를 뿌리고, 여동생과 함께 캐나다에서의 새로운 삶을 향해 차를 몰고 떠난다.

## 캐스팅

### 주연
- 에드가르 라미레스 : 그레이엄 브리크 역
- 애나 브루스터 : 셸비 듀프리 역
- 마이클 피트 : 케빈 캐쉬 역

### 조연
- 샬토 코플리 : 윌리엄 쇼어 역
- 션 카메론 마이클 : 피트 슬레이트리 역

## 같이 보기
- Black Lives Matter